# Karchak (ort i Iran)
Karchak (persiska: كَرچَكِ لاريجانی, Karchak-e Lārījānī, كرچک) är en ort i Iran.   Den ligger i provinsen Mazandaran, i den norra delen av landet, 120 km nordost om huvudstaden Teheran. Karchak ligger 16 meter över havet och antalet invånare är 302.
Terrängen runt Karchak är platt, och sluttar norrut.Runt Karchak är det ganska tätbefolkat, med 149 invånare per kvadratkilometer. Närmaste större samhälle är Āmol, 8,9 km söder om Karchak. Trakten runt Karchak består till största delen av jordbruksmark.